# De icke önskvärda
De icke önskvärda är en dokumentärfilm av Agneta Bernárdzon som handlar om de svenska statsstödda tvångssteriliseringarna under 1900-talet i Sverige och de som drabbades. Den visades i SVT den 29 augusti 2002 som en del av Dokument inifrån,  omkring fem år efter den offentliga debatten år 1997 om tvångssteriliseringar.

## Innehåll
I dokumentären sägs att Sverige var först i världen med ett statligt rasbiologiskt institut och det sägs att institutet stod som förebild för liknande institut i andra länder, till exempel Nazityskland. I dokumentären sägs att Sverige med sina tvångssteriliseringar genomförde ett av de mest omfattande och skoningslösa steriliseringsprogrammen i världen.

## Dokumentärens relation till den historiska sanningen
Under 1980-talet växte det fram en genre av svartmålning av välfärdsstaten. Under 1990-talet etablerades ett onyanserat sätt att skriva om Sveriges 1900-talshistoria.
Till skillnad från vad filmen påstår var Statens institut för rasbiologi inte världens första. Äldst var det engelska Eugenics Record Office i London startat 1904 och det fanns flera andra. Det stämmer heller inte att den svenska politiken skulle ha varit hårdare eller avvikit från Sveriges grannländer eller USA och inte heller från senare praxis i andra länder.

## Priser
I november 2002 tilldelades filmen första pris i Barents TV-festival.